# Fondazione pneumatica
Le fondazioni pneumatiche sono un particolare tipo di fondazione idraulica impiegate nella costruzione subacquea, ad esempio di piloni per grandi ponti o strutture di simile portata.
Prevedono una camera di lavoro aperta inferiormente, con le pareti e la copertura di cemento armato e un sistema di tubazioni per l'immissione dell'aria compressa e un passaggio per gli operai e i materiali.
Al crescere della profondità la pressione all'interno del cassone viene aumentata per mantenerla sempre superiore alla pressione idrostatica esterna ed evitare l'ingresso dell'acqua.
Le elevate pressioni hanno però ovvie ripercussioni sulla resa degli operai, che comunque vanno accuratamente selezionati per un lavoro così fisicamente impegnativo, e per limiti propri della fisiologia umana non si possono superare comunque i 40 metri di profondità.
Se la differenza di pressione tra camera di lavoro ed esterno è molto elevata si aggiunge una campana di decompressione dove si sosta in ingresso e in uscita per abituarsi.
Tale tipo di fondazioni sono impiegate solo per costruzioni veramente speciali considerate le spese elevate, l'impiego di mezzi e le difficoltà che comportano.